# 桂町戸塚遠藤線
桂町戸塚遠藤線（かつらちょうとつかえんどうせん）は、神奈川県横浜市栄区桂町から藤沢市遠藤に至る全長約14.7kmの都市計画道路。

## 概要
横浜市3環状10放射道路ネットワークのうちの1つに位置づけられており、市南西部において3環状道路の環状3号線・環状4号線を接続する放射路線である。都市計画法に基づく名称は「横浜国際港都建設計画道路3・3・16号桂町戸塚遠藤線」、「藤沢都市計画道路3・3・8号高倉遠藤線」。
2008年（平成20年）3月24日の14時に環状3号線交差部から下永谷大船線交差部まで開通した。

## 路線データ
- 起点：横浜市栄区桂町 桂町交差点(環状４号線)
- 終点：藤沢市遠藤 遠藤山崎交差点
- 延長：約14.7km

## 通過する自治体及び交差する（予定の）主な道路
- 横浜市栄区
  - 環状4号（桂町交差点）：始点
  - 環状3号（立体交差）
- 横浜市戸塚区
  - （戸塚区下倉田町まで整備済み、以下未完成）
  - 神奈川県道203号大船停車場矢部線
  - 国道1号（旧道）
  - 国道1号（新道）
- 横浜市泉区
  - 神奈川県道402号阿久和鎌倉線
  - 環状4号
  - （横浜市の端は境川といずみ野線の交差付近、ここまで未完成）
- 藤沢市
  - 国道467号
  - 神奈川県道403号菖蒲沢戸塚線（円行交差点）
  - 神奈川県道43号藤沢厚木線（遠藤東交差点）
  - 神奈川県道404号遠藤茅ヶ崎線（菖蒲沢境交差点）
  - 都市計画道路辻堂駅遠藤線（遠藤山崎交差点）：終点